# Rønde
Rønde és una petita ciutat danesa de la península de Jutlàndia, és la capital del municipi de Syddjurs que forma part de la regió de Midtjylland, ambdós creats l'1 de gener del 2007 com a part d'una reforma territorial. Rønde és al sud de la península de Djursland a 30 km al nord-est d'Århus i a 32 km al sud-oest de Grenaa. La ciutat és al nord de la badia de Kalø Vig però a certa distància del mar, a uns dos quilòmetres al sud hi ha les ruïnes del castell de Kalø (Kalø Slot), construït l'any 1313 pel rei Erik VI a una illa unida al continent per un dic artificial.